# Temenis pseudariadne
Temenis pseudariadne är en fjärilsart som beskrevs av Hans Fruhstorfer 1907. Temenis pseudariadne ingår i släktet Temenis och familjen praktfjärilar. Inga underarter finns listade i Catalogue of Life.